# Спельников Ігор Анатолійович
Ігор Анатолійович Спельников (рум. Igor Spelnikov; нар. 20 травня 1968) — радянський та молдовський футболіст та футзаліст, виступав на позиції захисника та півзахисника.

## Життєпис
Вихованець футбольної школи Кишинева, перший тренер — В. Карпишенко. У першості СРСР дебютував у 1982 році в команді другої ліги «Автомобіліст» (Тирасполь) — провів два матчі, відзначився одним голом. У 1982-1983 роках грав у команді КФК «Динамо» (Кишинів). У серпні — листопаді 1983 року провів 6 матчів у вищій лізі за «Ністру» (Кишинів), за наступні два роки зіграв за команду у першій лізі по одному матчу. Сезон 1985 року завершував в «Автомобілісті». Потім грав у другій лізі за СКА Одеса (1987), «Текстильник» Тирасполь (1988), «Молдовгідромаш»/«Гідромаш» Кишинів у КФК (1990-1991).
У чемпіонаті Молдови виступав у складі команд «Тигини» Бендери (1992), «Молдови» Боросеній-Ной (1992/93), «Агро» Кишинів (1992/93), МХМ-93 Кишинів (1995/96), «УЛІМ-Кодру» Келераш (1996/97). 1997 року грав за клуб КФК Росії «Альянс» Анапа.
У чемпіонаті СРСР з міні-футболу 1991 року грав за клуб «Агрос-Інтекс» (Кишинів) — 10 матчів, три голи. У чемпіонаті Росії з міні-футболу 1995/96 провів 4 матчі за «Торпедо» (Москва).
Станом на 2008 рік працював будівельником у Молдові.

### Кар'єра в збірній
Зайняв 7 місце у складі збірної Молдавської РСР на Спартакіаді народів СРСР 1983 року.
Фіналіст юнацького чемпіонату Європи 1984 року.